# Physalaemus
Physalaemus – rodzaj płazów bezogonowych z podrodziny Leiuperinae w rodzinie świstkowatych (Leptodactylidae).

## Zasięg występowania
Rodzaj obejmuje gatunki występujące w północnej i środkowej Argentynie, wschodniej Boliwii, Paragwaju, Urugwaju, Brazylii, regionie Gujana, na nizinach południowej Wenezueli i llanos południowo-wschodniej Kolumbii.

## Systematyka

### Etymologia
- Physalaemus (Physolaemus): gr. φυσα phusa „mieszek, pęcherz”[10]; λαιμος laimos „gardło”[11].
- Paludicola: łac. paludicola „mieszkaniec bagien”, od palus, paludis „bagno, mokradło”; -cola „mieszkaniec”, od colere „mieszkać”[12]. Gatunek typowy: Bufo albifrons Spix, 1824.
- Liuperus: gr. λειος leios „gładki”[13]; ὑπερ huper „powyżej”[14]. Gatunek typowy: Liuperus biligonigerus Cope, 1860.
- Gomphobates: gr. γομφος gomphos „klin, kołek”; βατης batēs „piechur”, od βατεω bateō „stąpać”, od βαινω bainō „chodzić”[6]. Gatunek typowy: Gomphobates notatus Reinhardt & Lütken, 1862 (= Physalaemus cuvieri Fitzinger, 1826).
- Eupemphix: gr. ευ eu „dobry, ładny”[15]; πεμφιξ pemphix, πεμφιγος pemphigos „pęcherz”[16]. Gatunek typowy: Eupemphix nattereri Steindachner, 1863.
- Nattereria: Johann Natterer (1787–1843), austriacki przyrodnik i kolekcjoner[8]. Gatunek typowy: Nattereria lateristriga Steindachner, 1864.

### Podział systematyczny
Do rodzaju należą następujące gatunki:

- Physalaemus aguirrei Bokermann, 1966
- Physalaemus albifrons (Spix, 1824)
- Physalaemus albonotatus (Steindachner, 1864)
- Physalaemus angrensis Weber, Gonzaga & Carvalho-e-Silva, 2006
- Physalaemus araxa Leal, Zornosa-Torres, Augusto-Alves, Dena, Pezzuti, Leite, Lourenço, Garcia & Toledo, 2021
- Physalaemus atim Brasileiro & Haddad, 2015
- Physalaemus atlanticus Haddad & Sazima, 2004
- Physalaemus barrioi Bokermann, 1967
- Physalaemus biligonigerus (Cope, 1861) – bagniak płaczliwy[17]
- Physalaemus bokermanni Cardoso & Haddad, 1985
- Physalaemus caete Pombal & Madureira, 1997
- Physalaemus camacan Pimenta, Cruz & Silvano, 2005
- Physalaemus carrizorum Cardozo & Pereyra, 2018
- Physalaemus centralis Bokermann, 1962
- Physalaemus cicada Bokermann, 1966
- Physalaemus claptoni Leal, Leite, Costa, Nascimento, Lourenço & Garcia, 2020[18]
- Physalaemus cristinae Cardozo, Tomatis, Duport-Bru, Kolenc, Borteiro, Pansonato, Confalonieri, Lourenço, Haddad & Baldo, 2023
- Physalaemus crombiei Heyer & Wolf, 1989
- Physalaemus cuvieri Fitzinger, 1826
- Physalaemus deimaticus Sazima & Caramaschi, 1988
- Physalaemus ephippifer (Steindachner, 1864) – bagniak siodłaty[19]
- Physalaemus erikae Cruz & Pimenta, 2004
- Physalaemus erythros Caramaschi, Feio & Guimarães, 2003
- Physalaemus evangelistai Bokermann, 1967
- Physalaemus feioi Cassini, Cruz & Caramaschi, 2010
- Physalaemus fernandezae (Müller, 1926)
- Physalaemus fischeri (Boulenger, 1890)
- Physalaemus gracilis (Boulenger, 1883)
- Physalaemus henselii (Peters, 1872)
- Physalaemus insperatus Cruz, Cassini & Caramaschi, 2008
- Physalaemus irroratus Cruz, Nascimento & Feio, 2007
- Physalaemus jordanensis Bokermann, 1967
- Physalaemus kroyeri (Reinhardt & Lütken, 1862)
- Physalaemus lateristriga (Steindachner, 1864)
- Physalaemus lisei Braun & Braun, 1977
- Physalaemus maculiventris (Lutz, 1925)
- Physalaemus marmoratus (Reinhardt & Lütken, 1862)
- Physalaemus maximus Feio, Pombal & Caramaschi, 1999
- Physalaemus moreirae (Miranda-Ribeiro, 1937)
- Physalaemus nanus (Boulenger, 1888)
- Physalaemus nattereri (Steindachner, 1863)
- Physalaemus obtectus Bokermann, 1966
- Physalaemus olfersii (Lichtenstein & Martens, 1856)
- Physalaemus orophilus Cassini, Cruz & Caramaschi, 2010
- Physalaemus riograndensis Milstead, 1960
- Physalaemus rupestris Caramaschi, Carcerelli & Feio, 1991
- Physalaemus santafecinus Barrio, 1965
- Physalaemus signifer (Girard, 1853)
- Physalaemus soaresi Izecksohn, 1965
- Physalaemus spiniger (Miranda-Ribeiro, 1926)